# Marek Romański
Marek Romański, wł. Roman Dąbrowski, (ur. 1906 w Rzeszowie, zm. 20 czerwca 1974 w Buenos Aires) — polski pisarz, publicysta i dziennikarz, autor kilkudziesięciu powieści kryminalnych, wraz z Adamem Nasielskim i Antonim Marczyńskim należał do tzw. wielkiej trójki polskich pisarzy powieści kryminalnych II Rzeczypospolitej.

## Życiorys
Według niektórych urodzony 1900 w Paryżu jako syn Tadeusza Dąbrowskiego i wnuk Jarosława Dąbrowskiego, generała.
Wcześnie osierocony i przygarnięty przez wujostwo Rydlów. Studiował prawo na Uniwersytecie Jagiellońskim, kierunku nie skończył. W latach 20. związany z pismami socjalistycznymi — „Naprzód” (1922), „Robotnik” (1927) i „Głos młodzieży robotniczej” (1928–29). Do „Naprzodu” pisał nowele, wiersze i felietony, głównie pod własnym nazwiskiem. Od 1926 mieszkał w Warszawie. W 1930 był w Meksyku i na Kubie, korespondencje z tych krajów drukował w „Robotniku” i „Naprzodzie”. Powieści kryminalne publikował już od początku lat 30. XX w., a więc w wieku dwudziestu kilku lat (podobnie jak Adam Nasielski). W latach 1935–36 korespondent wojenny Gońca Warszawskiego z Abisynii. Szczyt popularności Romańskiego przypadł na lata tuż przed wybuchem II wojny światowej, kiedy publikował po kilka powieści rocznie.
W czasie II wojny światowej przebywał w Warszawie i współpracował z departamentem prasy Delegatury Rządu RP na Kraj pod pseudonimami Barbarka i Rzeszowski. W 1944 tuż przed powstaniem warszawskim przedostał się na Węgry, gdzie został złapany przez hitlerowców i skazany na roboty przymusowe w Dolnej Bawarii. Po ucieczce do Włoch wstąpił do armii generała Władysława Andersa. Po demobilizacji początkowo przebywał w Londynie, a w 1950 wyjechał do Argentyny, gdzie mieszkał w Buenos Aires. Redagował m.in. „Głos Polski” (od 1957), opublikował również kilka powieści (być może napisanych jeszcze przed wojną).
W 1951 wszystkie jego utwory zostały wycofane z polskich bibliotek oraz objęte cenzurą. Książki Marka Romańskiego były tłumaczone na język angielski (Mussolini: twilight and fall) i niemiecki (Die letzte Maske).
Być może Marek Romański używał również pseudonimu ELMAR. Opowiadania pisane pod tym pseudonimem zawierają bohaterów o analogicznych nazwiskach jak książki Romańskiego.
Twórca fikcyjnych postaci: angielskiego detektywa Jerzego Mac Grady'ego oraz doktora Piotra Vulpiusa.
Na twórczość Marka Romańskiego silnie oddziałał Maurice Leblanc, twórca postaci Arsène'a Lupina, którego też Romański umieścił w jednej ze swoich powieści. Do postaci Lupina nawiązuje również tajemniczy złodziej Mister X.

## Powieści kryminalne
- Kariera Edwarda Merkla (1925) gazetowiec
- Miss o szkarłatnym spojrzeniu (1930, wznowiona 1948, 2020), powieść z detektywem Mac Grady'm
- Mord na Placu Trzech Krzyży (1930, wznowiona 2019[8]), wydana wcześniej w odcinkach jako Ostatnia maska. Wyd. w języku niemieckim w 1930 jako Die letzte Maske; wyd. w języku czeskim w 1930 jako 2500 doi. za carreda.
- Szpieg z Falklandów (1930, wznowiona 2019[9])
- Tajemnica kanału La Manche (1930, wznowiona 2013, 2019[10]; powieść z detektywem Mac Grady'm), wyd. w języku węgierskim w 1930 jako A la Manche titka.
- Chicago — miasto zbrodni (1931)
- Szajka Biedronki i Akcje "A.T.N." (powieść dwuczęściowa, współautor M. Borkowicz) (1932, wznowiona 2016[11][12])
- Czarny trójkąt i Człowiek z Titanica (powieść dwuczęściowa, 1932, wznowiona 2015[13][14])
- Pająk (1932, wznowiona 2012, 2018[15])
- Gród Szatana (1932, wznowiona 2015[16])
- Żółty Szatan i Ostatnia gra Yoshimury (powieść dwuczęściowa, 1933, wznowiona 2015[17][18])
- Odwet (1933, wznowiona 2015[19])
- Znak zapytania (1933, wznowiona 2013, 2019[20])
- Omyłka doktora Vulpiusa (1934) gazetowiec
- Prokurator Garda. Sprawa 777 (wyd. jako Sprawa 777 w 1934 i jako Prokurator Garda w 1939; wznowiona 2020; ekranizacja 1938)
- W walce z Arseniuszem Lupinem (1934, wznowiona 2014, 2019[21])
- Złote sidła i Defraudant (powieść dwuczęściowa, 1935, wznowiona 2019[22])
- Małżeństwo Neili Forster (1934, wznowiona 1991, 2019[23]), powieść z doktorem Vulpiusem
- Mister X (1935), napisana dla „Gońca Warszawskiego”, pierwsze wydanie książkowe w dwóch tomach 2020
- Serca szpiegów i Salwa o świcie (powieść dwuczęściowa, 1935[24], wznowiona 2013[24], 2020[25]), obie powyższe publikowane w gazetach także jako Podwójne życie Grety Nielsen oraz Pod obcą maską.
- Życie i śmierć Axela Branda (1935[26], wznowiona 2013[27][28], 2020[29]), także jako Tajemnica Axela Branda, powieść z doktorem Vulpiusem
- Ostatni występ Turwida ([1938])[30], wyd. także jako Spóźnione świtanie (1937) gazetowiec
- Śmierć w operze ([1939])[31], wyd. także jako Wieczór bez jutra (1937) gazetowiec (zmienione jedynie nazwisko gł. bohatera)
- Koniec Sherlocka Holmesa (1946)[32]

## Opowiadania kryminalne
- Krwawa zapałka (lata 30. XX w., wznowione 2017)[33]
- Zapomniane słowo (lata 30. XX w., wznowione 2017)[34]

## Pozostałe publikacje
- Sprawa Rity Gorgon. Reportaż kryminalny (1933, wznowiona 2015[35])
- Najazd cywilizacji (1936)[36]
- Dlaczego nie wracamy (1946)[37]
- Dokąd emigrować? (1946)[38]
- Nie! Nie! Nigdy! (1946)[39]
- W sprawie polskiej emigracji: memoriał (1946)[40]
- Stanisław Mikołajczyk. Słowo i czyn (1948)[41]
- Sto dni Mussoliniego (1952), wyd. 1956 w języku angielskim jako Mussolini: twilight and fall[42].

## Adaptacje filmowe powieści
- Rena, film dramatyczny z 1938 r. na podstawie powieści Prokurator Garda (część wątków kryminalnych zmieniona)